# (11,5,2)-Blockplan
Der (11,5,2)-Blockplan ist ein spezieller symmetrischer Blockplan. Um ihn konstruieren zu können, musste dieses kombinatorische Problem gelöst werden: eine leere 11×11-Matrix wurde so mit Einsen gefüllt, dass jede Zeile der Matrix genau 5 Einsen enthält und je zwei beliebige Zeilen genau 2 Einsen in der gleichen Spalte besitzen (nicht mehr und nicht weniger). Das klingt relativ einfach, ist aber nicht trivial zu lösen. Es gibt nur gewisse Kombinationen von Parametern (wie hier v = 11, k = 5, λ = 2), für die eine solche Konstruktion überhaupt machbar ist. In dieser Übersicht sind die kleinsten solcher (v,k,λ) aufgeführt.

## Bezeichnung
Dieser symmetrische 2-(11,5,2)-Blockplan wird Biplane der Ordnung 3 genannt. Gleichzeitig ist er der Hadamard-Blockplan der Ordnung 3.

## Eigenschaften
Dieser symmetrische Blockplan hat die Parameter v = 11, k = 5, λ = 2 und damit folgende Eigenschaften:
- Er besteht aus 11 Blöcken und 11 Punkten.
- Jeder Block enthält genau 5 Punkte.
- Je 2 Blöcke schneiden sich in genau 2 Punkten.
- Jeder Punkt liegt auf genau 5 Blöcken.
- Je 2 Punkte sind durch genau 2 Blöcke verbunden.

## Existenz und Charakterisierung
Es existiert (bis auf Isomorphie) genau ein 2-(11,5,2)-Blockplan. Er ist selbstdual und hat die Signatur 11·40 sowie die λ-chains 66·5. Er enthält 55 Ovale der Ordnung 3.

## Liste der Blöcke
Hier sind alle Blöcke dieses Blockplans aufgelistet; zum Verständnis dieser Liste siehe diese Veranschaulichung
```
  1   2   3   4   5
  1   2   6   7   8
  1   3   6   9  10
  1   4   7   9  11
  1   5   8  10  11
  2   3   8   9  11
  2   4   6  10  11
  2   5   7   9  10
  3   4   7   8  10
  3   5   6   7  11
  4   5   6   8   9
```

## Inzidenzmatrix
Dies ist eine Darstellung der Inzidenzmatrix dieses Blockplans; zum Verständnis dieser Matrix siehe diese Veranschaulichung
```
O O O O O . . . . . .
O O . . . O O O . . .
O . O . . O . . O O .
O . . O . . O . O . O
O . . . O . . O . O O
. O O . . . . O O . O
. O . O . O . . . O O
. O . . O . O . O O .
. . O O . . O O . O .
. . O . O O O . . . O
. . . O O O . O O . .
```

## Zyklische Darstellung
Es existiert eine zyklische Darstellung (Singer-Zyklus) dieses Blockplans, sie ist isomorph zur obigen Liste der Blöcke. Ausgehend von dem dargestellten Block erhält man die restlichen Blöcke des Blockplans durch zyklische Permutation der in ihm enthaltenen Punkte.
```
  1   2   3   5   8
```

## Oval
Ein Oval des Blockplans ist eine Menge seiner Punkte, von welcher keine drei auf einem Block liegen. Hier ist ein Beispiel eines Ovals maximaler Ordnung dieses Blockplans:
```
  1   2   9
```